# John Lennon/Plastic Ono Band
John Lennon / Plastic Ono Band is het eerste soloalbum van de Engelse muzikant, zanger en voormalig Beatles-lid John Lennon. Het werd uitgebracht in 1970, nadat hij drie experimentele albums had uitgebracht met zijn echtgenote Yoko Ono. Het album werd met medewerking van Klaus Voormann, Ringo Starr en Billy Preston als kernmuzikanten opgenomen en gemixt door Phil Spector. Tegelijkertijd verscheen Ono's avantgardistisch plaatdebuut, het soloalbum Yoko Ono / Plastic Ono Band, eveneens opgenomen in de Ascot Sound Studios en Abbey Road Studios met dezelfde muzikanten, hetzelfde productieteam, en uitgebracht met vrijwel identieke hoesillustraties.
John Lennon / Plastic Ono Band wordt algemeen beschouwd als een van de beste soloalbums van Lennon. In 1987 vermeldde het tijdschrift Rolling Stone het op de vierde plaats in de lijst De 100 beste albums van de afgelopen twintig jaar en in 2012 werd het nummer 23 gerangschikt in De 500 beste albums aller tijden.
Na het uiteenvallen van The Beatles in 1970 ondernamen John Lennon en zijn vrouw Yoko Ono gedurende vier weken primaltherapie onder begeleiding van Arthur Janov in zijn praktijk in Londen, voordat de drie naar Los Angeles vlogen om de therapie daar vier maanden voort te zetten. De therapietechniek van Janov benadrukte het emotioneel herbeleven van onderdrukte jeugdtrauma's in plaats van analytische gesprekssessies. In juli 1970 begon Lennon met het opnemen van demo's van zijn composities die op John Lennon / Plastic On Band zouden verschijnen.
Lennons ervaring in de therapie van Janov had een sterke invloed op de biografische inhoud en stijl van het album, waardoor hij op thema's van ouder-kindrelaties en psychologisch lijden kwam. Op het album behandelt Lennon vele persoonlijke kwesties, zoals zijn verlating door zijn ouders in het nummer Mother.
Het album werd in 2000 opnieuw uitgebracht op cd met twee bonustracks, waaronder een opname van de hitsingle Power to the People uit maart 1971 die in oktober 1975 op het verzamelalbum Shaved Fish was uitgebracht.

## Tracks
A-kant
1. Mother – 5:34
2. Hold On – 1:52
3. I Found Out – 3:37
4. Working Class Hero – 3:48
5. Isolation – 2:51

B-kant
1. Remember – 4:33
2. Love – 3:21
3. Well Well Well – 5:59
4. Look at Me – 2:53
5. God – 4:09
6. My Mummy's Dead – 0:49